# Standard ML
Standard ML (SML) — функційна мова програмування загального призначення зі статичною типізацією та автоматичним виведенням типів.
SML є сучасним продовженням мови програмування ML.  На відміну від більшості інших мов програмування, SML має формальну специфікацію, вперше надруковану в 1990 та оновлену в 1997 році.

## Реалізації та компілятори
- Poly/ML [Архівовано 27 червня 2020 у Wayback Machine.]
- Standard ML of New Jersey [Архівовано 1 травня 2020 у Wayback Machine.]
- MLton [Архівовано 3 січня 2009 у Wayback Machine.]
- MLKit
- Moscow ML [Архівовано 11 січня 2016 у Wayback Machine.]
- SML.NET [Архівовано 29 січня 2016 у Wayback Machine.]

## Навчальні матеріали
- (англ.) Dan Grossman, CSE341: Programming Languages [Архівовано 1 жовтня 2013 у Wayback Machine.], University of Washington. Також на Coursera [Архівовано 29 січня 2016 у Wayback Machine.] та YouTube [Архівовано 13 серпня 2020 у Wayback Machine.].
- (англ.) Stephen Gilmore, Programming in Standard ML '97: An On-line Tutorial [Архівовано 17 січня 2016 у Wayback Machine.], University of Edinburgh. Також у форматі PDF [Архівовано 2 липня 2016 у Wayback Machine.].
- (англ.) Robert Harper, Programming in Standard ML [Архівовано 15 лютого 2020 у Wayback Machine.], Carnegie Mellon University.